# Tensio-Schalter
Ein Tensio-Schalter, auch Schalt-Tensiometer, wird zur Bewässerungsautomation verwendet. Es handelt sich um ein Messgerät zur Bodenfeuchtemessung mit elektrischem Schaltausgang.

## Messprinzip und Aufbau

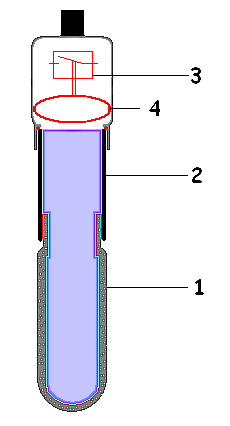
Tensio-Schalter

Das Messprinzip ist identisch dem Tensiometer. Anstelle des Drucksensors befindet sich eine Membran (4), die mit einem elektrischen Druckschalter (3) verbunden ist.
Wenn der Boden austrocknet, steigt der Unterdruck an, bis durch die Auswölbung der Membran der Schaltpunkt des Druckschalters erreicht ist.
Das Schaltsignal – üblicherweise ein potentialfreier Schließkontakt – kann direkt zur Ansteuerung einer Bewässerungspumpe, eines Magnetventils oder als Eingangssignal für einen Bewässerungscomputer verwendet werden. Mit der gesamten Anordnung kann die Bodenfeuchte in einer gärtnerischen Kultur unter Glas konstant gehalten werden. Dafür hat sich der Begriff „Tensiostat“ eingebürgert.
Ein gebräuchlicher Schaltpunkt für Tensio-Schalter ist für Anwendungen im Gartenbau bei −90 hPa entsprechend einer Bodenfeuchte von ca. 90 cm Grundwasserstand unter der Bodenoberfläche. Die Schalthysterese des mechanischen Schalters beträgt bauartbedingt etwa 10 bis 20 hPa.

## Bauformen
Es gibt auch Bauformen mit einem Schaltpunkt von −60 hPa, −120 hPa oder mit verstellbarem Schaltpunkt. Für die Messung der Saugspannung von dünnen Substratschichten werden auch Keramiken verwendet, die als Standsensor ausgeformt sind: nur an der Unterseite ist eine offenporige Keramikfläche zur Messung vorhanden, während die Seiten und die Oberseite glasiert sind.
Zur direkten Ablesung der Saugspannung und für Kontrollzwecke gibt es auch Bauformen mit einer angebauten Druckmessdose (Manometer). Eine kontinuierliche Messung und Aufzeichnung der Bodenfeuchtigkeit wird jedoch mit einem elektronischen Tensiometer erreicht.